# Johan van Herck
Johan van Herck (* 24. Mai 1974 in Herentals) ist ein ehemaliger belgischer Tennisspieler.

## Leben
Van Herck begann im Alter von sechs Jahren Tennis zu spielen. Er erreichte 1992 das Viertelfinale des Juniorenturniers der French Open. 1993 wurde er Tennisprofi und spielte zunächst auf der ATP Satellite Tour, um erste Weltranglistenpunkte zu erringen. Noch im selben Jahr spielte er sein erstes Match auf der ATP World Tour. 1994 erreichte er das Finale des Challenger-Turniers von Ostende und stand bei vier weiteren Turnieren im Halbfinale. Im darauf folgenden Jahr gewann er drei Challenger-Turniere und war infolgedessen erstmals in den Top 100 der Tennis-Weltrangliste notiert. Im Laufe seiner Karriere konnte er acht Turniere auf der Challenger Tour gewinnen. Seine größten Erfolge auf der ATP World Tour waren Halbfinalteilnahmen in Palermo, Kopenhagen und Delray Beach. Die höchste Notierung in der Tennis-Weltrangliste erreichte er 1997 mit Position 65 im Einzel sowie Position 291 im Doppel.
Sein bestes Einzelergebnis bei einem Grand-Slam-Turnier war das Erreichen der dritten Runde bei den French Open 1998, als er in seiner Erstrundenpartie den Weltranglisten-Vierten Greg Rusedski in drei Sätzen schlug.
Van Herck spielte zwischen 1995 und 1999 10 Einzel- sowie 2 Doppelpartien für die belgische Davis-Cup-Mannschaft. Seine Einzelbilanz war 7:3, hierbei gelangen ihm Siege über Jewgeni Kafelnikow, Thomas Enqvist und Cédric Pioline. Seine beiden Doppelpartien verlor er. Seit 2012 ist er Teamkapitän der belgischen Mannschaft.

## Turniersiege
| Legende                       |
| Grand Slam                    |
| Tennis Masters Cup            |
| ATP Masters Series            |
| ATP International Series Gold |
| ATP International Series      |
| ATP Challenger Tour (8)       |

### Einzel
| Nr. | Datum            | Turnier    | Belag         | Finalgegner        | Ergebnis      |
| --- | ---------------- | ---------- | ------------- | ------------------ | ------------- |
| 1.  | 26. Februar 1995 | Mendoza    | Sand          | Juan Albert Viloca | 7:6, 6:1      |
| 2.  | 9. Juli 1995     | Montauban  | Sand          | Wojtek Kowalski    | 6:4, 4:6, 6:3 |
| 3.  | 16. Juli 1995    | Ostende    | Sand          | Frédéric Fontang   | 6:3, 6:2      |
| 4.  | 10. März 1996    | Bromma     | Hartplatz (i) | Jan Apell          | 6:3, 7:5      |
| 5.  | 13. April 1997   | Bermuda    | Sand          | Sargis Sargsian    | 6:1, 4:6, 6:0 |
| 6.  | 20. April 1997   | Birmingham | Sand          | Tommy Haas         | 7:6, 6:7, 6:4 |
| 7.  | 26. Oktober 1997 | Brest      | Hartplatz (i) | Sébastien Grosjean | 4:6, 6:2, 6:4 |
| 8.  | 30. Juli 2000    | Tampere    | Sand          | Olivier Mutis      | 6:3, 6:2      |